# Стодевешер, Сильвестр
Сильвестр Стодевешер (нем. Silvester Stodewescher или Silvester von Riga; родился в Торуни — скончался 12 июля 1479 года в Кокнесе) — рижский архиепископ с 1448 по 1479 год. Его правление ознаменовалось новым витком длительного конфликта с ландмейстерами Тевтонского ордена в Ливонии.

## Начальный этап
Уроженец города Торунь, находившегося тогда на территории Пруссии во владениях Тевтонского ордена, Сильвестр Стодевешер, обучаясь с 1427 по 1431 год в Лейпцигском университете, получил учёную степень бакалавра, а по итогам учёбы с 1439 по 1440 год он получил степень магистра искусств. В это время он написал любопытные комментарии к трудам Аристотеля. Точно не известно, когда Сильвестр вступил в Тевтонский орден, но есть информация, что с 1441 года он был капелланом и одним из главных доверенных лиц и духовником магистра Тевтонского ордена Конрада фон Эрлихсгаузена.

## Интрига с назначением на должность архиепископа Риги
В 1448 году скончался влиятельный архиепископ Хеннинг Шарпенберг, который всю жизнь вёл упорную борьбу с ливонским отделением Тевтонского ордена, ослабевавшим в изнурительных боестолкновениях с литовскими военачальниками с начала XV столетия. После смерти Шарпенберга магистры Ливонского ордена начали дипломатическую борьбу с целью заручиться влиянием ливонских вассалов с тем, чтобы вернуть былое могущество на прибалтийских землях и потеснить архиепископа. Благодаря тому, что Сильвестр долго и плодотворно работал бок о бок с великим магистром Конрадом фон Эрлихсгаузеном, его кандидатура на пост архиепископа казалась орденскому руководству наиболее приемлемой, так как казалось, что после вступления  в должность он будет лояльной проводником орденской политики, поэтому братья не противились его назначению. Более того, сам Конрад обратился к папе Николаю V с предложением одобрить назначение Стодевешера. Для того, чтобы добиться положительного решения, члены Ливонского ордена начали отправлять в Рим к папскому двору крупные денежные взятки. Несмотря на то, что рижский домский капитул уже выбрал в качестве преемника Шарпенберга любекского епископа Николая II Захау, в итоге каноники отказались от своего выбора, поняв, что сопротивление будет невыгодным и сила не на их стороне, так как папа одобрил его кандидатуру. Однако каноники потребовали от Стодевешера подтверждения первоначальных привилегий, в частности, они хотели получить заверение в том, что новый архиепископ не будет принуждать их носить одеяния Тевтонского ордена. Также они добились от него уверения в том, что он не начнёт войны против ордена без согласия вассалов. Несмотря на страхи капитула о жестокости Стодевешера и его рьяной приверженности политике Тевтонского ордена, на самом деле по прошествии времени Сильвестр показал себя активным противником тевтонцев и начал борьбу с ними.

## Конфликт
Но пока Стодевешер был настроен в пользу ордена. В 1451 году он заключает договор в Вольмаре, согласно которому архиепископство было обязано носить орденские одеяния и принять устав ордена. Но в то же время в соглашении было оговорено, что орден не должен оказывать никакого влияния на назначение будущих архиепископов и каноников домского собора. Однако как только дело дошло о разделе сфер влияния в Риге, в 1452 году вспыхнул непримиримый конфликт между орденом и Стодевешером. Оба феодала решили заключить Кирхсгольмский договор (1452 год), согласно которому влияние в Риге ордена и архиепископа было одинаковым, то есть в аспекте властных полномочий они обладали равными правами на Ригу. Также по итогам этого договора впервые в истории магистр Ливонского ордена получил право чеканить монеты Риги. Но очень быстро орден (магистр Иоганн фон Менгден) снова начал претендовать на исключительные права на владение Ригой, чему категорически воспротивился Сильвестр, апеллируя к заключённому в Кирхсгольме договору о равномерном распределении власти. Видя, что орден собирает силы и интригует против него, он попытался договориться с вассалами архиепархии, привлекая их на свою сторону, но не достиг большого успеха. Рижские ратманы также скептически отнеслись к попыткам привлечь их на свою сторону, так как уже несколько раз были им обмануты. Тогда Стодевешер принялся искать помощи за границей и тайно обратился за поддержкой к королю Швеции Карлу VIII Кнутссону, что было грубым нарушением договора 1449 года. Однако шведский король не хотел помогать безвозмездно, и тогда Стодевешер пообещал ему в случае победы передать во владение земли, принадлежавшие его вассалам. Также он приступил к вербовке наёмников за границей за деньги из казны архиепархии и начал переговоры с епископом Дорпата.
Из-за конфликта с орденом и горожанами Риги архиепископ сделал своей резиденцией замок Роннебург, где проводил большую часть времени.
Тем временем шведы высадились в порту при реке Залисе, где обосновались в укреплённом лагере. Они исполняли роль раздражающего фактора для магистра Йоганна Менгдена и для его преемника Бернхарда Борха. Узнав о контактах Сильвестра со шведской короной и об условиях, на которых шведы согласились предоставить ему военную помощь, вассалы возмутились такому одностороннему несправедливому решению и перешли на сторону ордена. Сильвестра Стодевешера теперь поддерживало только шведское вспомогательное войско. Судя по всему, такой шаг может быть квалифицирован как дипломатический промах архиепископа, так как он настроил против себя даже верных ему вассалов и сподвижников. Однако Сильвестр не прекратил борьбы и пошёл на отлучение Риги от церкви. Магистр Бернхард фон Борх лично отправился в Рим и 3 марта 1477 года уговорил папу снять наложенное архиепископом отлучение. Орден предпринял ответные меры и совместно с авторитетными представителями немецких аристократических семей и членами магистрата обратились к папе с коллективной жалобой на самого Стодевешера. В декабре 1477 года к замку при Залисе на помощь Стодевешеру прибыли 200 шведских солдат. Рижский рат, преследуя свои цели, в итоге отказал ордену в предоставлении серьёзной военной помощи. Борх вынужден был действовать, полагаясь на свои силы - он осадил замок, в котором укрылись шведские наёмники и, воспользовавшись пассивностью иностранного контингента, взял крепость после недельной осады, разрешив шведам вернуться на родину, забрав с собой оружие и продовольствие. Теперь Борх торжествовал победу над архиепископом и мог диктовать свои условия.

## Поражение архиепископа, плен, захват архиепархии
Таким образом, орден одержал верх над архиепископом. Его замки в архиепархии были быстро захвачены, личная стража перебита, последние сподвижники были подчинены насильно власти ордена, а сам Сильвестр Стодевешер, поняв, что остался без поддержки, укрылся в Кокенгаузене. Вскоре по приказу магистра Бернхарда Борха он был захвачен в плен и препровождён в укреплённую тюрьму в орденском замке в этом же городе. Фактически вся территория, ранее подчинённая архиепископу, была аннексирована орденскими войсками. Борх торжественно вступил в Ригу, но не стал особо наказывать магистрат, который не поддержал его в кампании против архиепископа, а самовольно назначил главой рижской архиепархии двоюродного брата Симона фон Борха, который на тот момент являлся епископом Ревеля. Потом же он всё-таки пленил нескольких членов рижского рата, упорствовавших в своём неприятии ордена и вынудил пленённого Стодевешера отменить ранее объявленный интердикт.

## Набег псковского войска на Ливонию
Ещё до пленения Стодевешера орденское руководство стремилось решить свои проблемы с Псковской республикой, куда в 1460 году было отправлено посольство. Псков согласился заключить мир с Ливонским орденом сроком на 5 лет. Однако в 1463 году вооружённое войско, подчинённое Йоханну Менгдену, неожиданно вторглось на территорию Пскова и начало пушечный обстрел псковской крепости Новый Городок, что вызвало справедливый гнев наместника Ивана Александровича Звенигородского, который повелел собрать ополчение и совершить ответный набег на ливонские приграничные земли. Московское правительство отправило на подмогу псковичам большое войско под управлением опытного и умелого военачальника Фёдора Юрьевича Шуйского, которое разорило ряд орденских имений и заодно совершило нападение на территории, подчинённые Сильвестру Стодевешеру (Атзеле или Очела). Параллельно с рейдами против ливонцев Шуйский повелел осадить орденский оплот Нейергаузен, но взять его тогда не удалось.

## Подписание «милости Сильвестра»
Ранее, в 1457 году в Рауенском замке Сильвестр Стодевешер подписывает значимый документ, который в ливонской историографии именуется «жалованием Сильвестра» или «милостью Сильвестра». Согласно этому документу, наследственные права вассалов архиепископа существенно расширяются. Таким образом он стремился привязать к себе вассалов предоставлением имущественных привилегий, однако дальнейшие его действия оттолкнули от него многих преданных сподвижников. Но по «милости Сильвестра» все ленные владения его вассалов превратились в их наследственную собственность и это правило продолжало действовать всё время.

## Освобождение и кончина
Сильвестр пребывал в плену в тяжёлых условиях до того, как шведский военный контингент (уже при новом короле Стене Стуре Старшем) в 1479 году, высадившись снова на севере Ливонии, одержал неожиданную победу при Залисе (современная латвийская река Салаца) над воинством ордена. Магистр Бернхард Борх вынужден был пойти на освобождение Стодевешера. Есть версия, что на освобождение Стодевешера повлиял лично папа Сикст IV. Годы плена, однако, подорвали здоровье иерарха. Он решил задержаться в Кокенгаузене, так как ему было сложно отправляться назад в Ригу. Вскоре он скончался уже на свободе 12 июля 1479 года. Его тело было перенесено в Ригу и погребено в хоре Домского собора.